# Stockholms Kulturfestival
Stockholms Kulturfestival är en årligt återkommande stadsfest i Stockholm, som genomförs av Kulturförvaltningen på uppdrag av Stockholms stad. Festivalen har fritt inträde och äger varje år rum i fem till sex dagar under vecka 33. Där presenteras ungefär 400 programstarter årligen och festivalen hade cirka 1,5 miljoner besök 2022.
Festivalen äger rum i Stockholms innerstad, där spelplatserna är Gustav Adolfs torg, Strömgatan, Skeppsbron, familjeområdet i Kungsträdgården och ungdomsområdet på Sergels torg. Festivalområdet har förändrats och utvecklats ett flertal gånger.

## Historia
Ursprunget till Stockholms Kulturfestival kan spåras tillbaka till 2005, och sedan dess har den varit en stadig del av Stockholms kulturella landskap. Under åren 2020 och 2021 kunde dock festivalen inte genomföras på grund av covid-19-pandemin.
Stockholms stad har en lång historia av att främja ungdomars röster genom festivaler som Ung08 och We Are Sthlm. För att ytterligare stärka inkluderingen och spänningen kring Kulturfestivalen, integrerades ungdomskonceptet, känt som UNG Kulturfestival, i själva Kulturfestivalen. Detta steg syftar till att göra festivalen ännu mer inkluderande och spännande för alla besökare.

## Festivalhistorik
| År   | Tema           | Kommentar |
| ---- | -------------- | --- |
| 2005 | --             | Hölls en föregångare kallad Under konstruktion |
| 2006 | --             | Första gången i full skala |
| 2007 | --             | |
| 2008 | --             | |
| 2009 | Finland        | |
| 2010 | Danmark        | |
| 2011 | Norge          | Exakt samma datum som Kulturkalaset i Göteborg samt delvis överlappande Malmöfestivalen |
| 2012 | Strindberg     | En del av Strindbergsjubileet, 100 år efter hans död |
| 2013 | Dans           | Tillsammans med ungdomsfestivalen We Are Sthlm |
| 2014 | Barcelona      | |
| 2015 | Storbritannien | |
| 2016 | Frankrike      | |
| 2017 | Indien         | |
| 2018 | Kanada         | |
| 2019 | Rymden         | |
| 2020 | --             | Festivalen inställd på grund av Coronavirusutbrottet 2019–2021 |
| 2021 | --             | Festivalen inställd på grund av Coronavirusutbrottet 2019–2021 |
| 2022 | --             | Ungdomsfestivalen We Are Sthlm inkluderas i festivalen som festivalområdet UNG Kulturfestival och flyttas till Sergels torg, familjeområdet flyttar från Norrbro till Kungsträdgården och ett nytt food & beverage-område lanseras |
| 2023 | --             | |
| 2024 | --             | 14-18 augusti 2024 |
| 2025 | --             | 13–17 augusti 2025 |

## Inslag från Stockholms Kulturfestival 2012

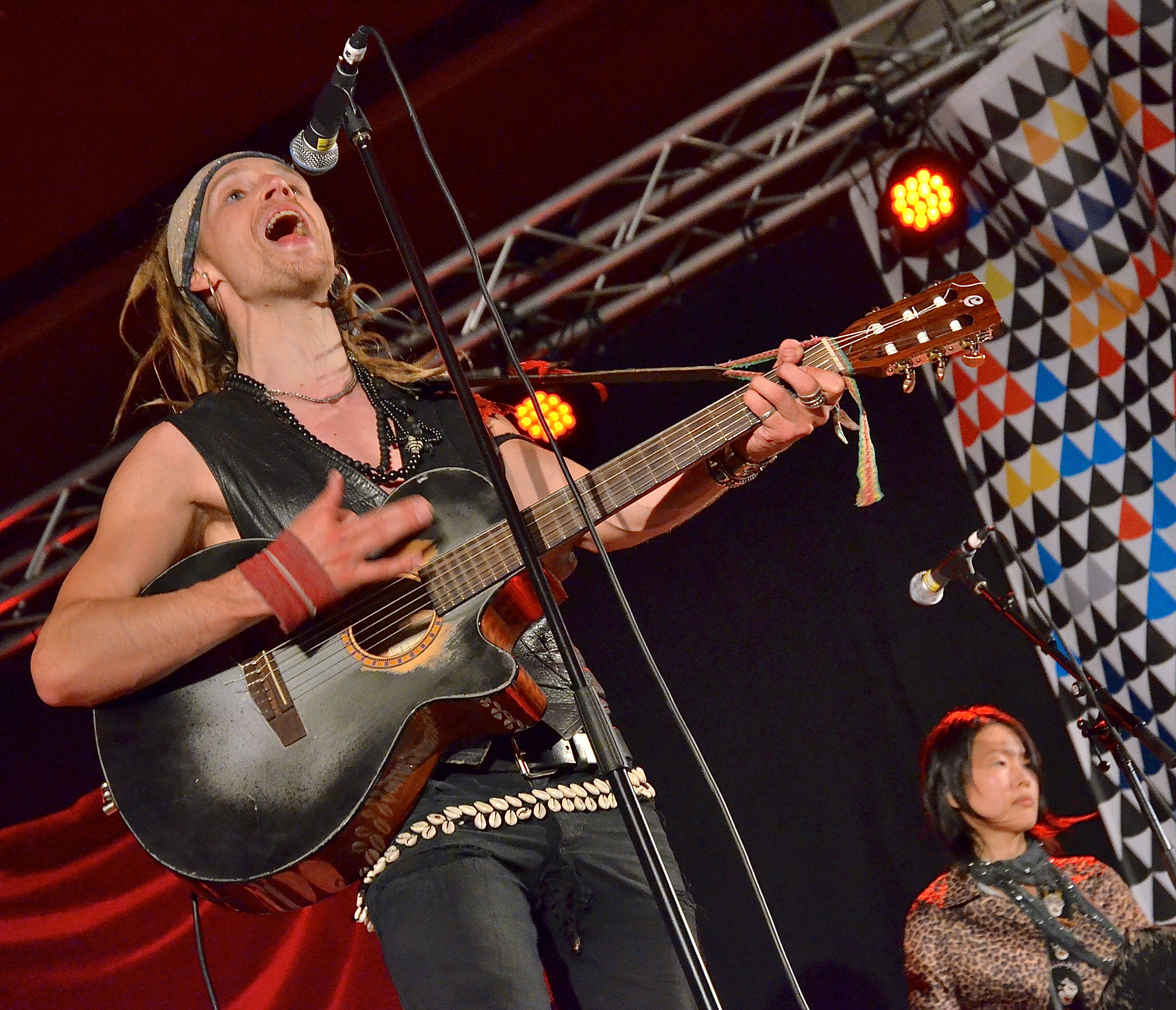
Crash Nomada.
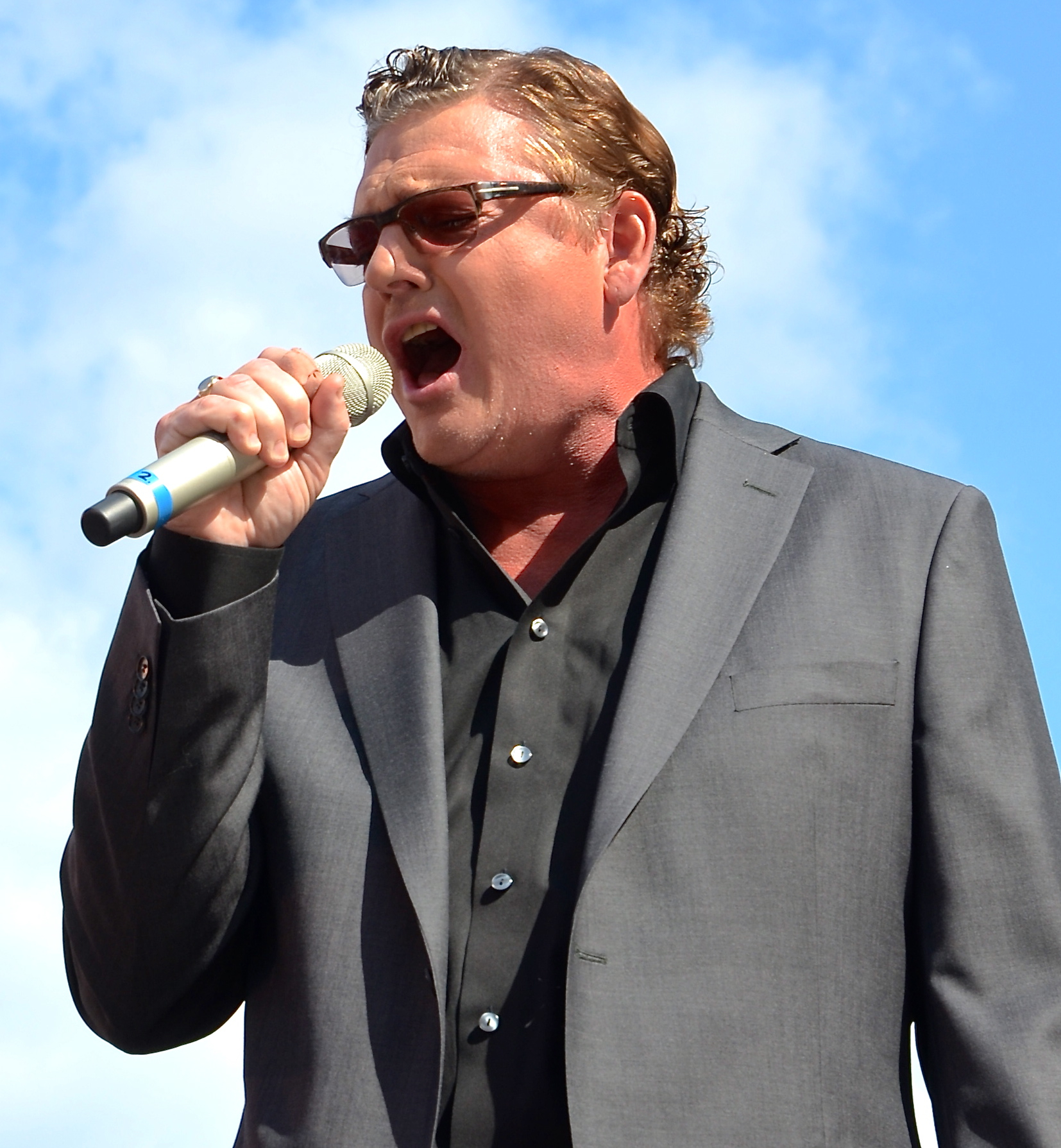
Dan Ekborg.
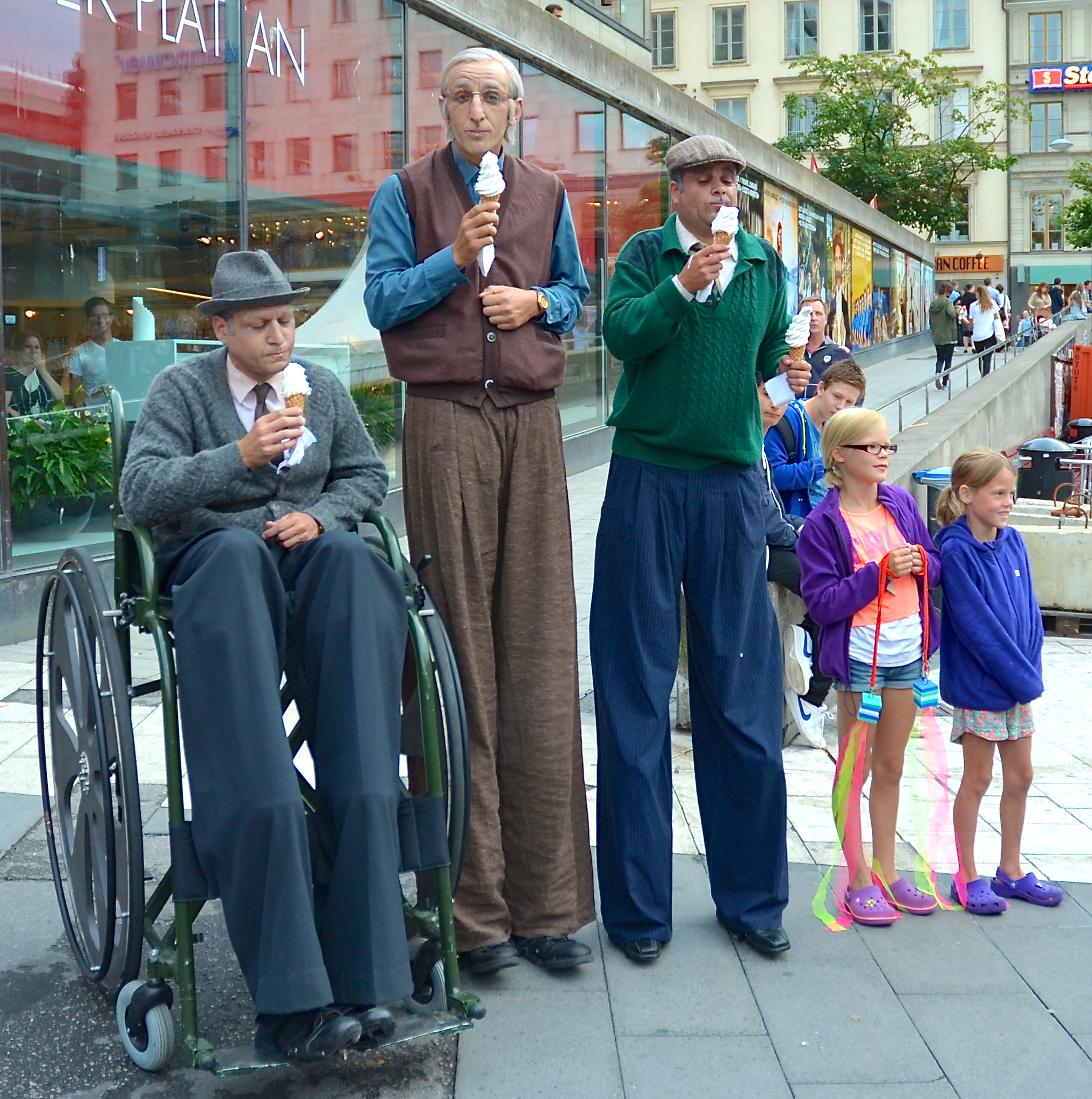
Publikspexarna Fadunito +75.
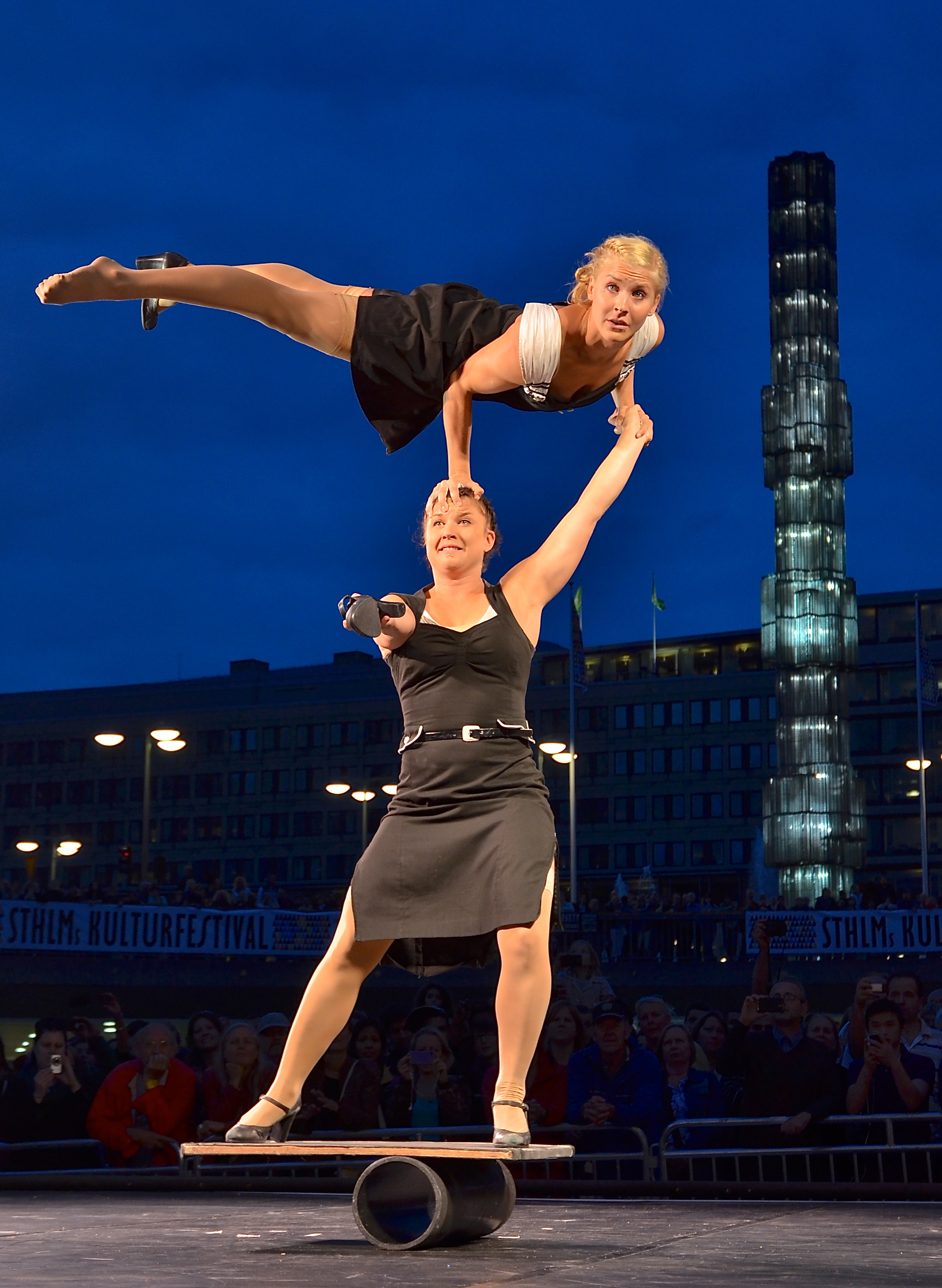
Akrobatgruppen Gynoides Project.
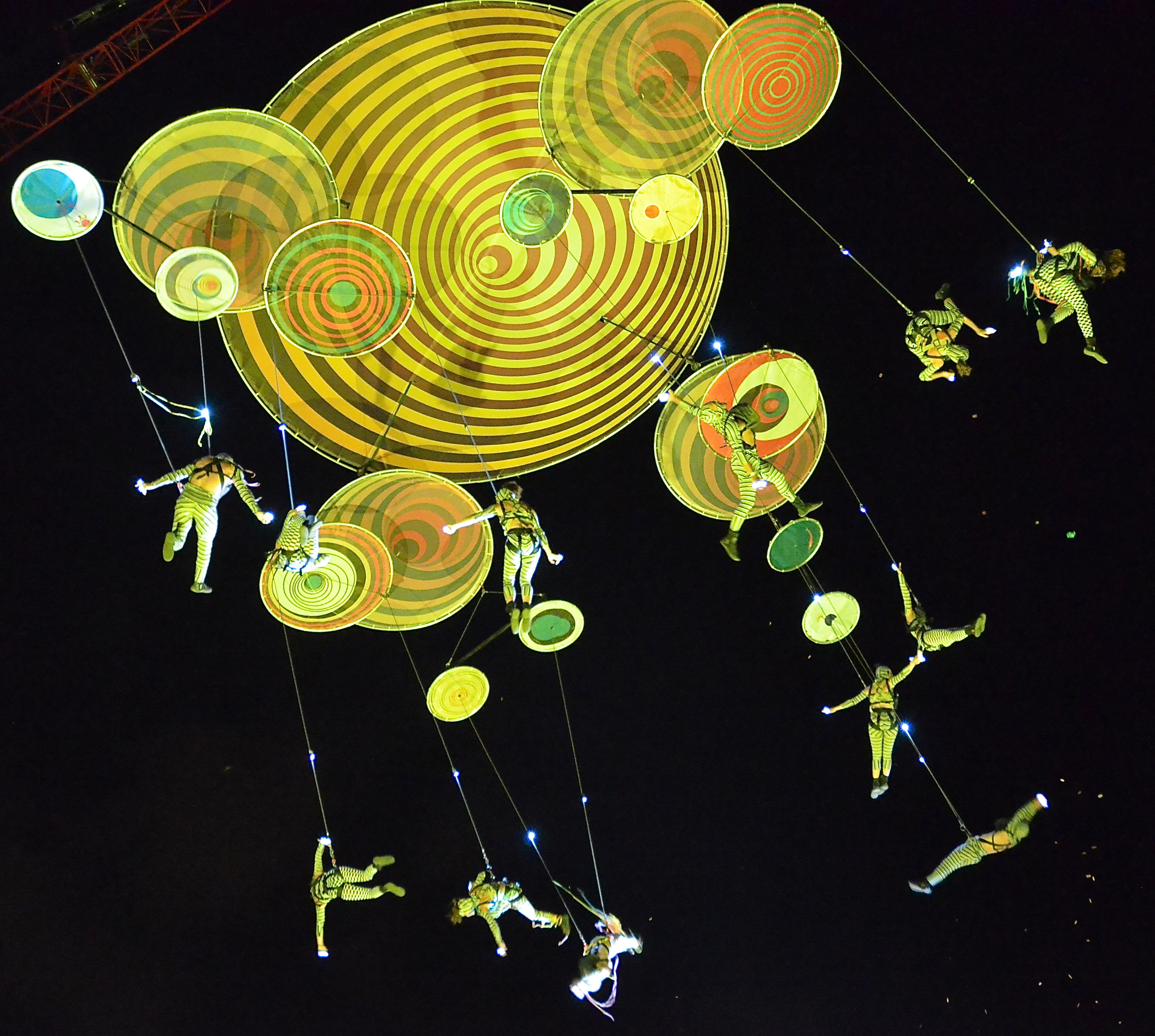
Höjdakrobatik av Voala Project Muare.
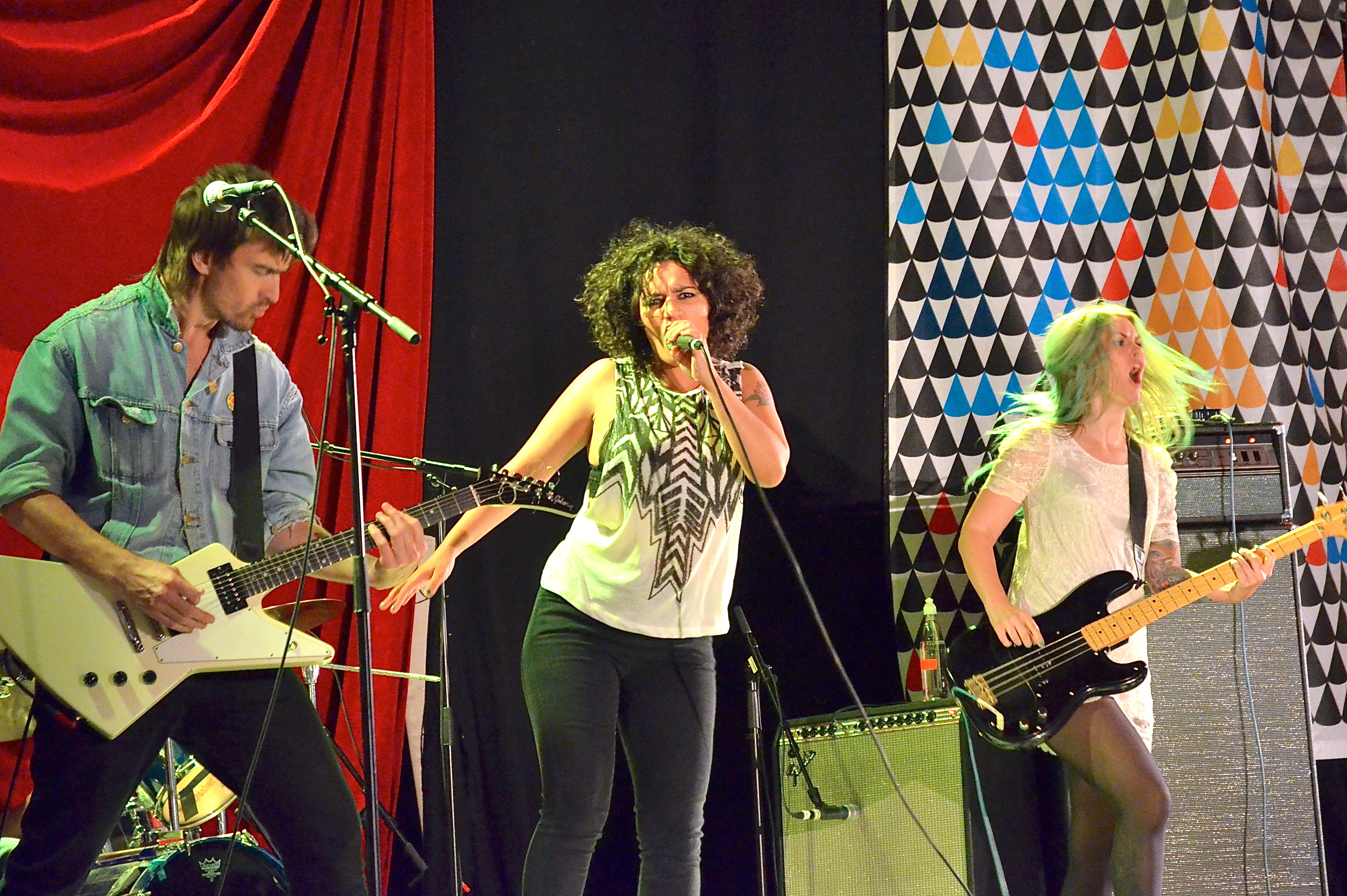
La Puma.
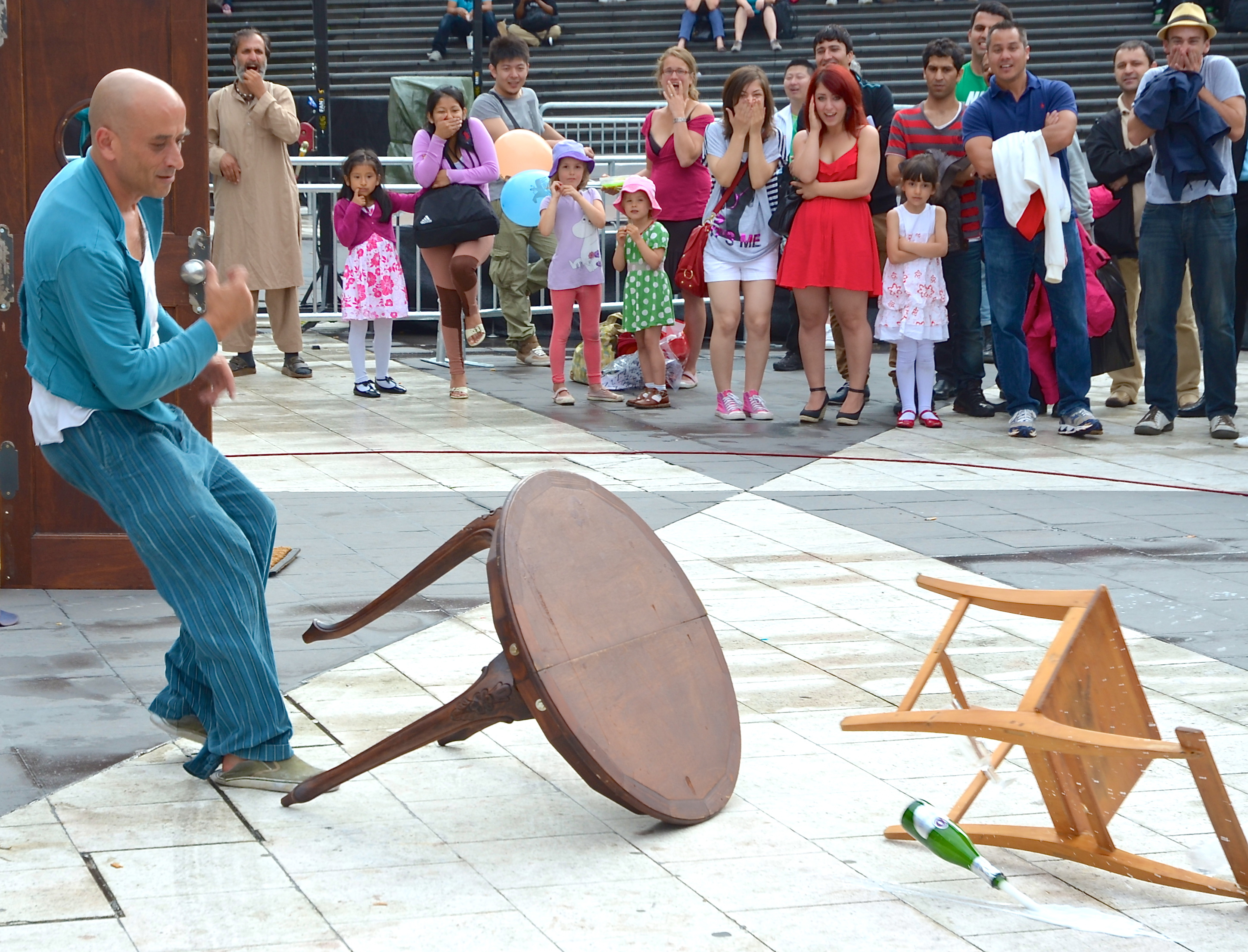
Artisten Leandre.
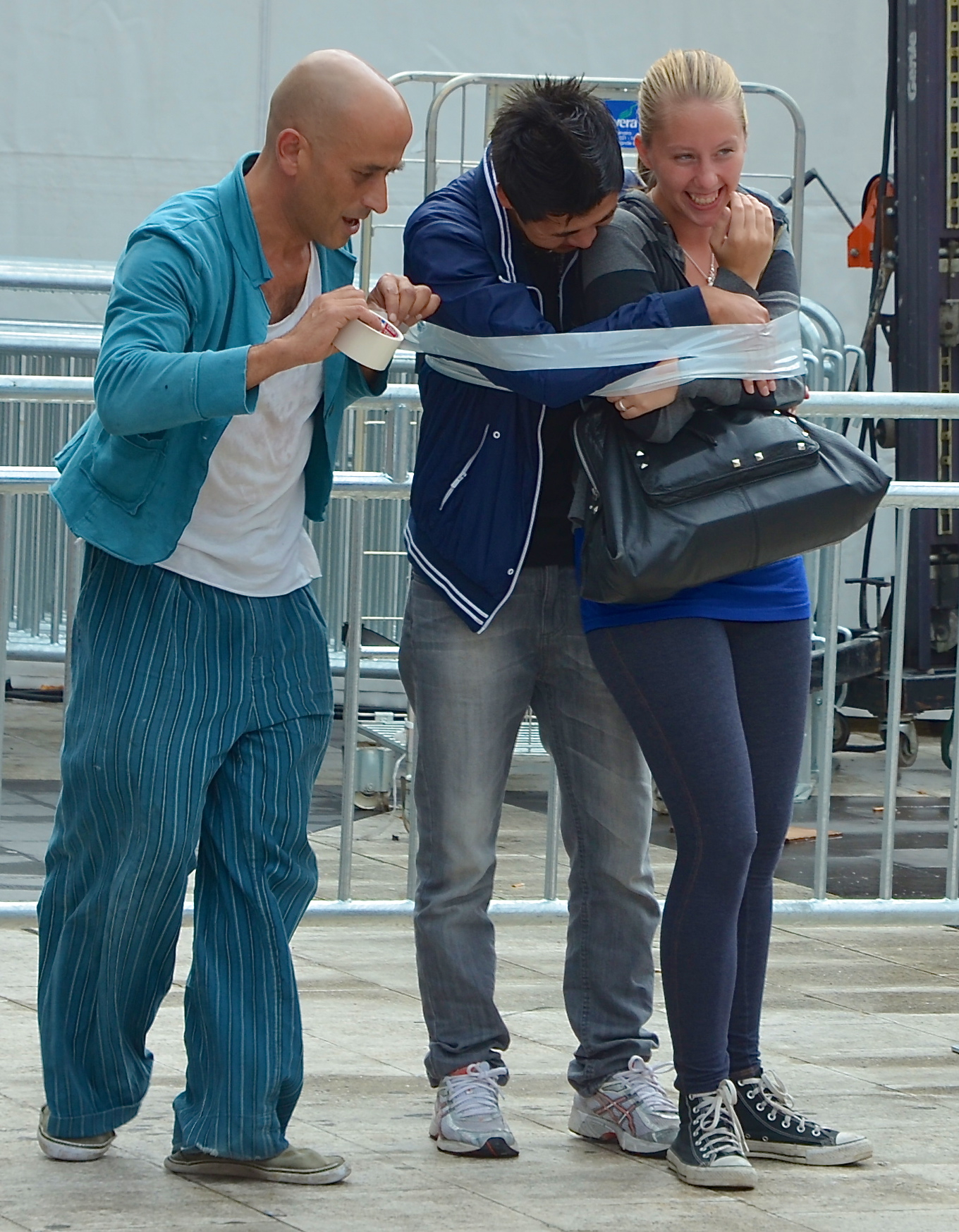
Leandre spexar med publiken.
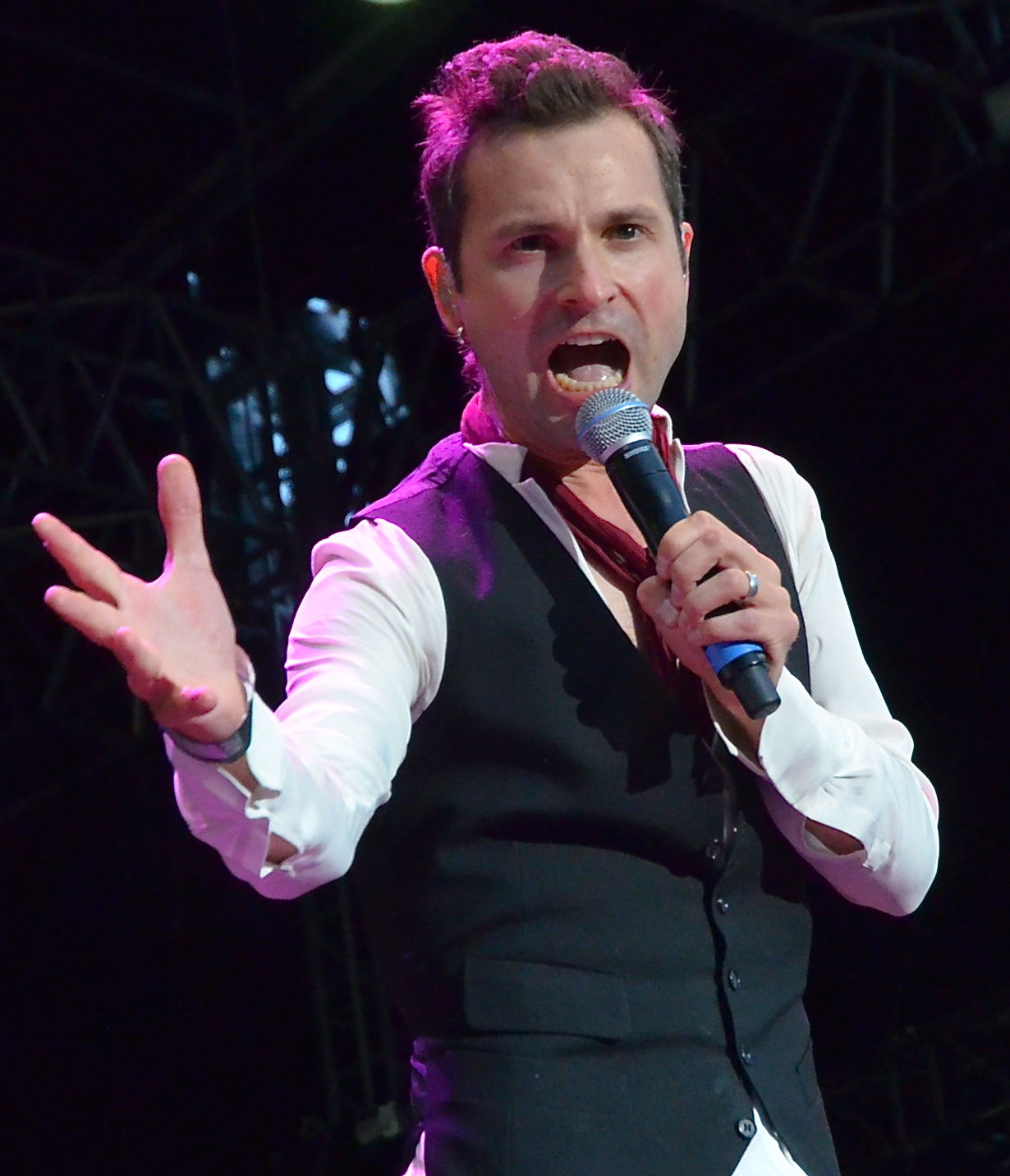
Ola Salo.
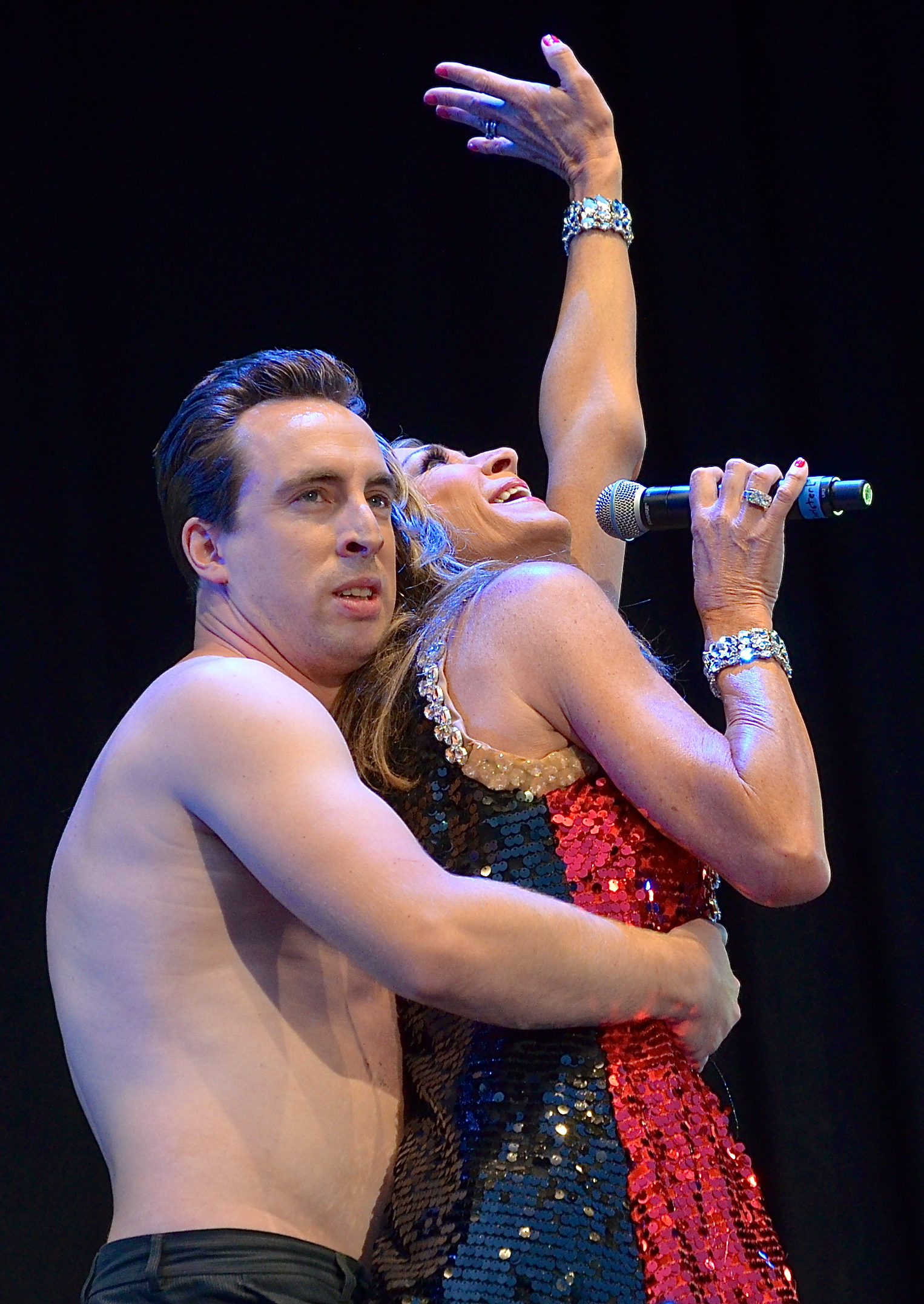
Per Andersson och Christer Lindarw.
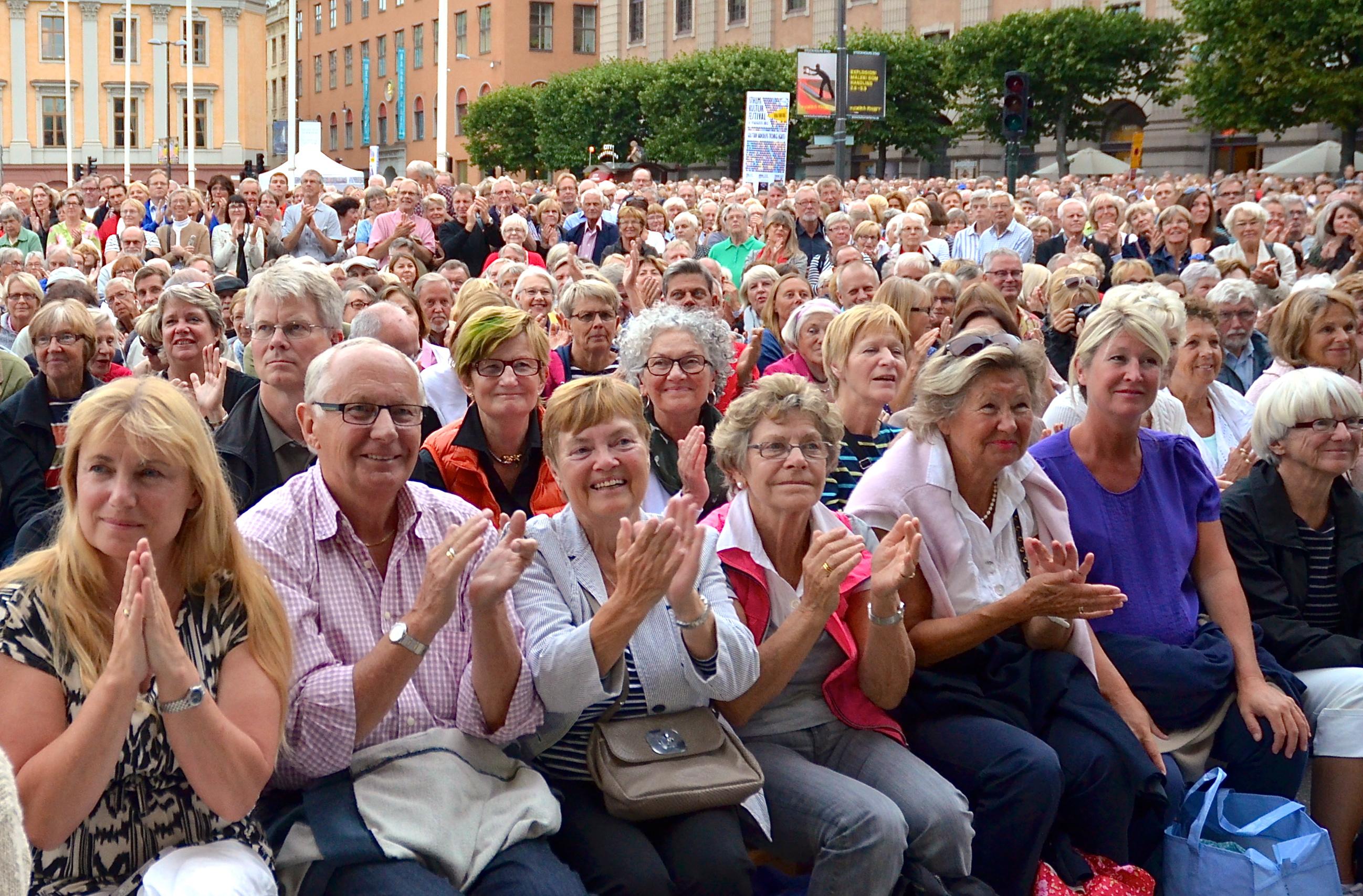
Publikhavet på Gustav Adolfs torg.
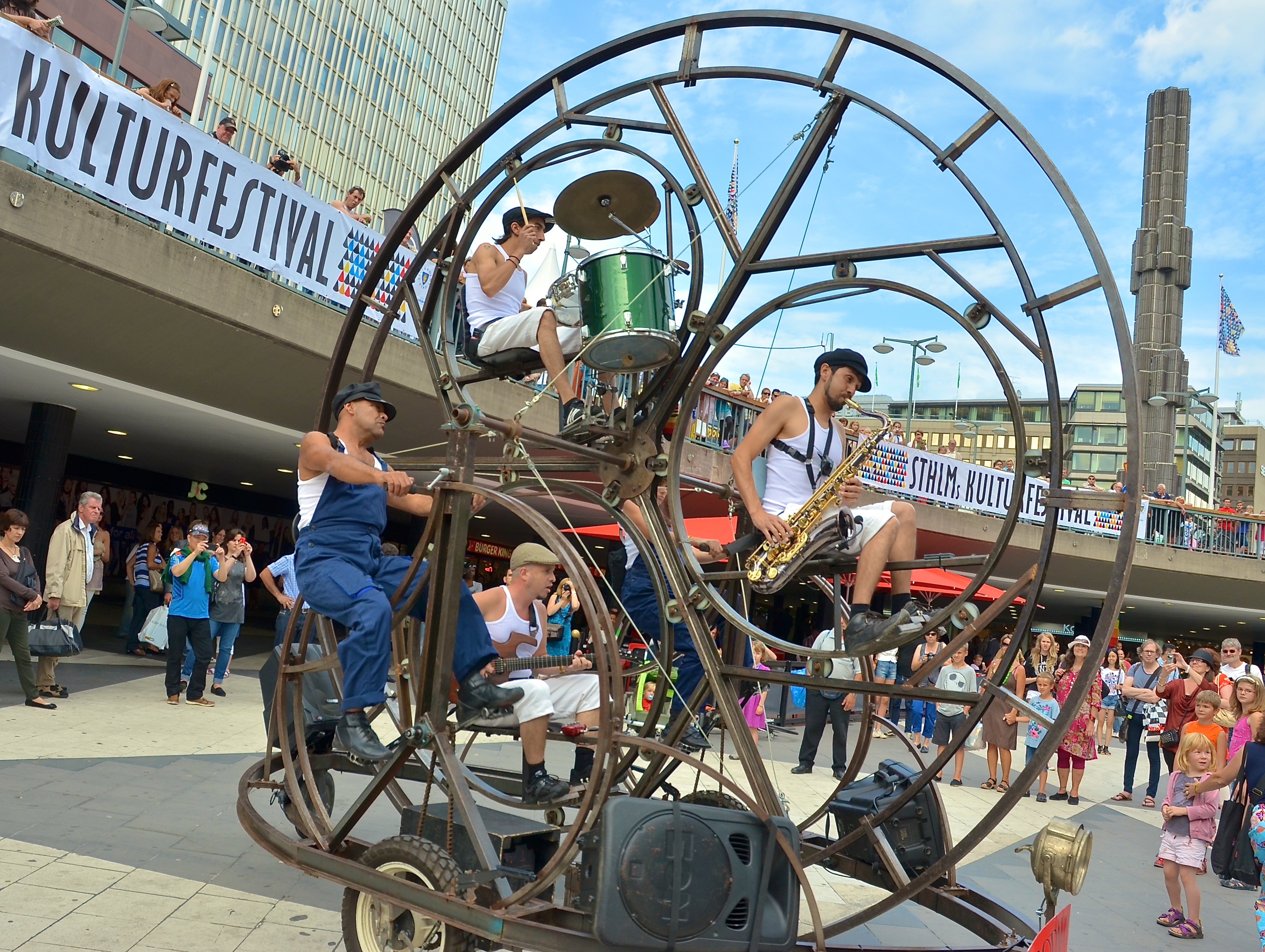
Gruppen Rodafonio.
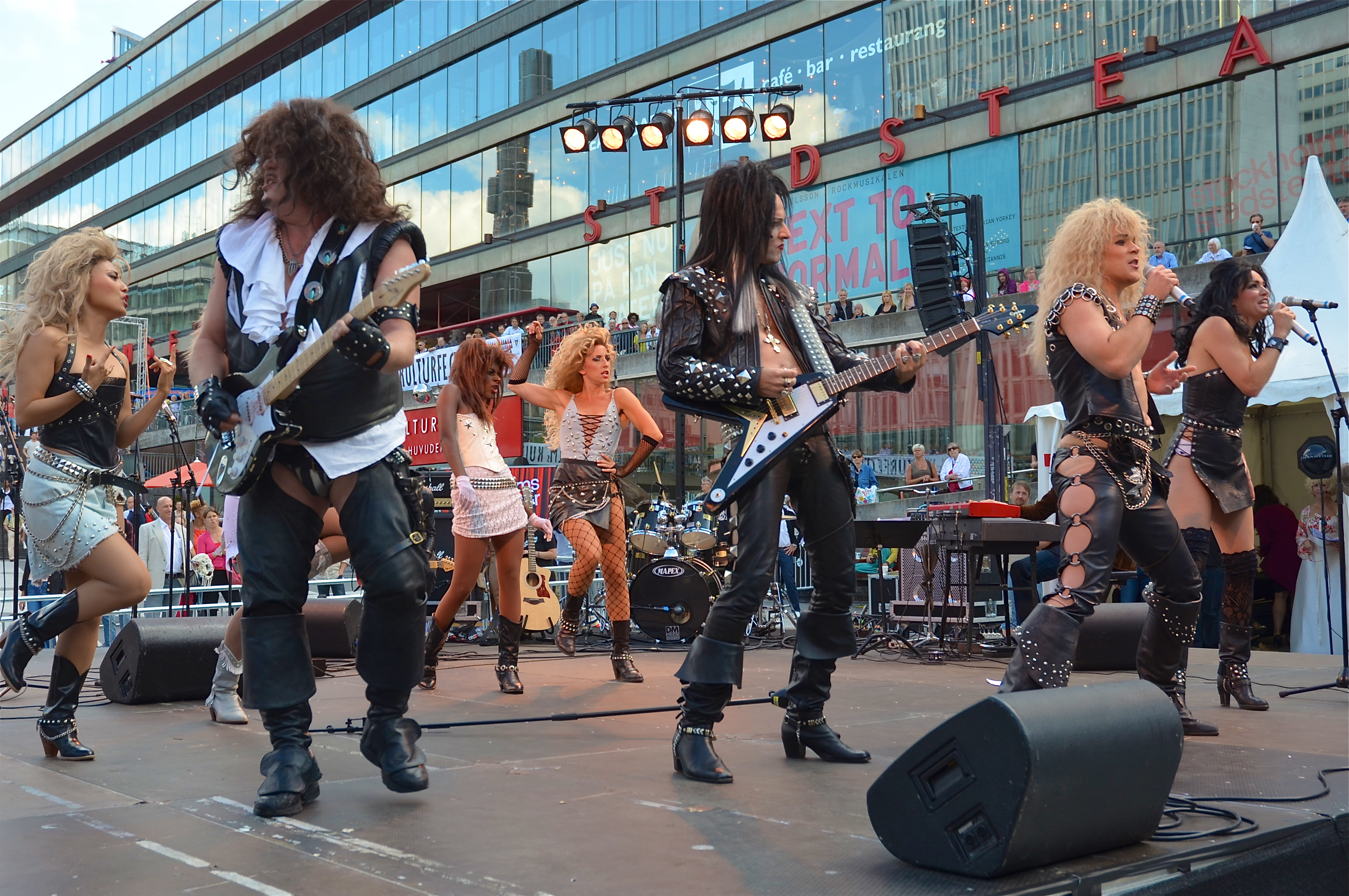
Stockholms stadsteater rockar loss.
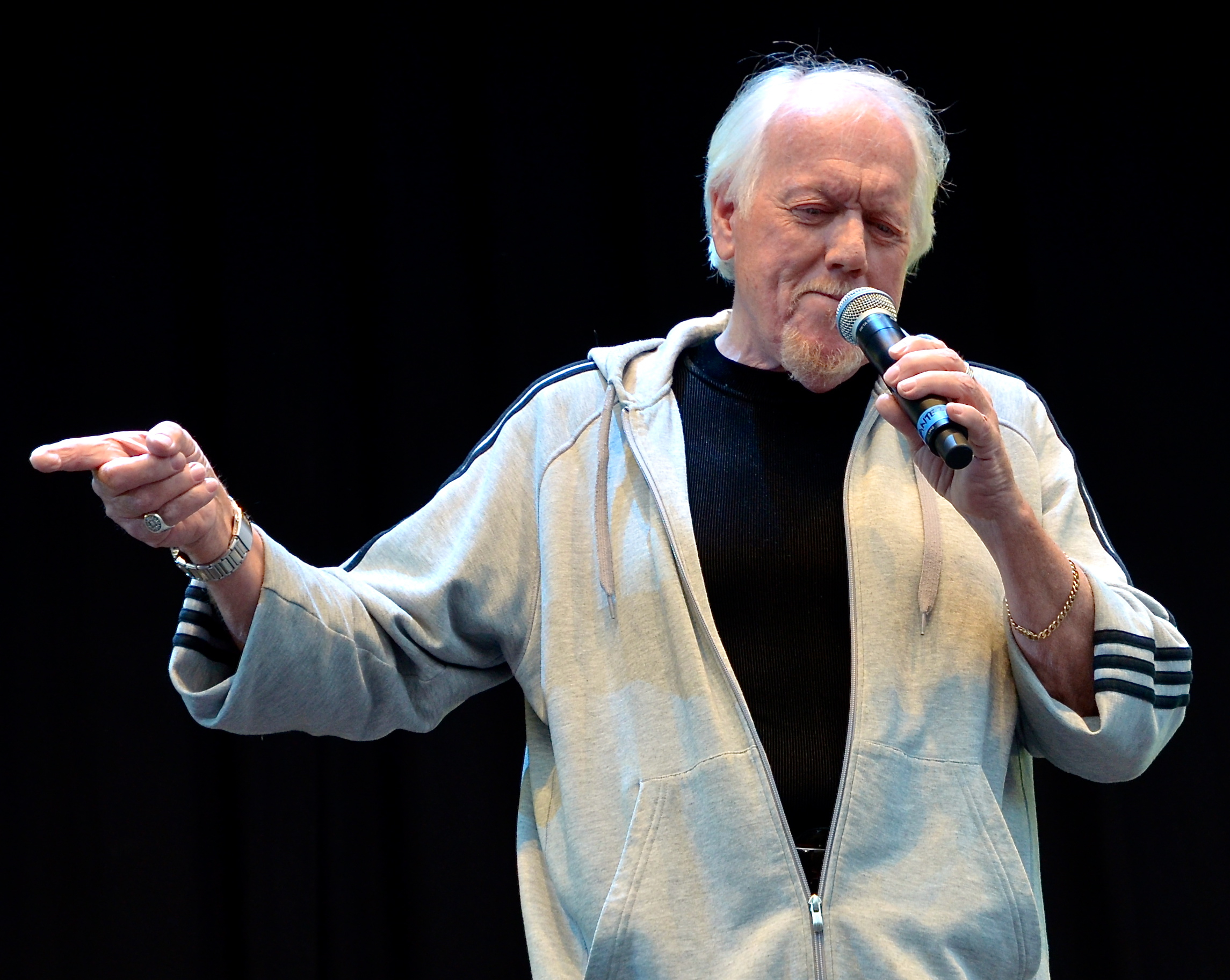
Svante Thuresson.
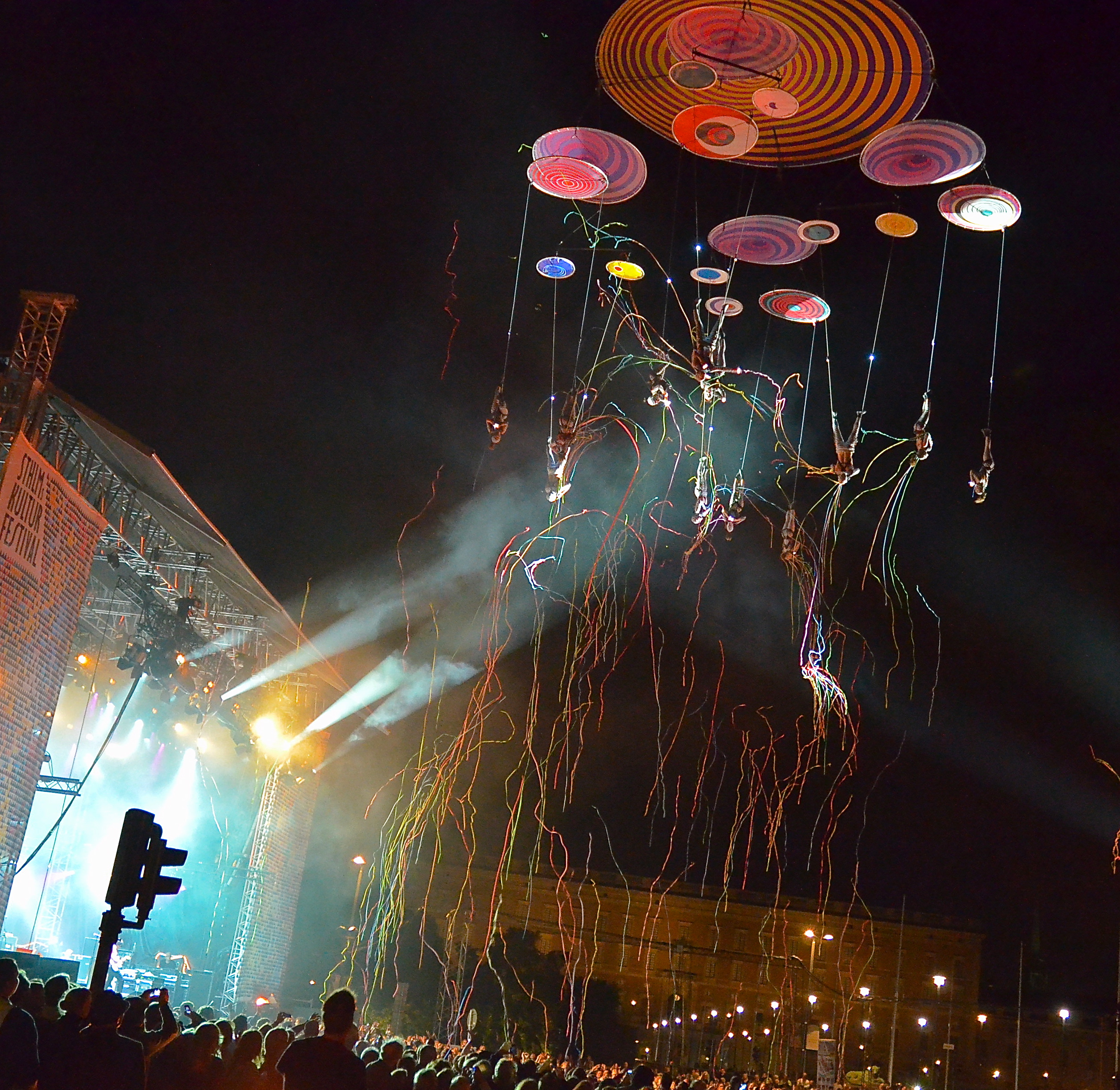
Voala Project Muare i höjdakrobatik.
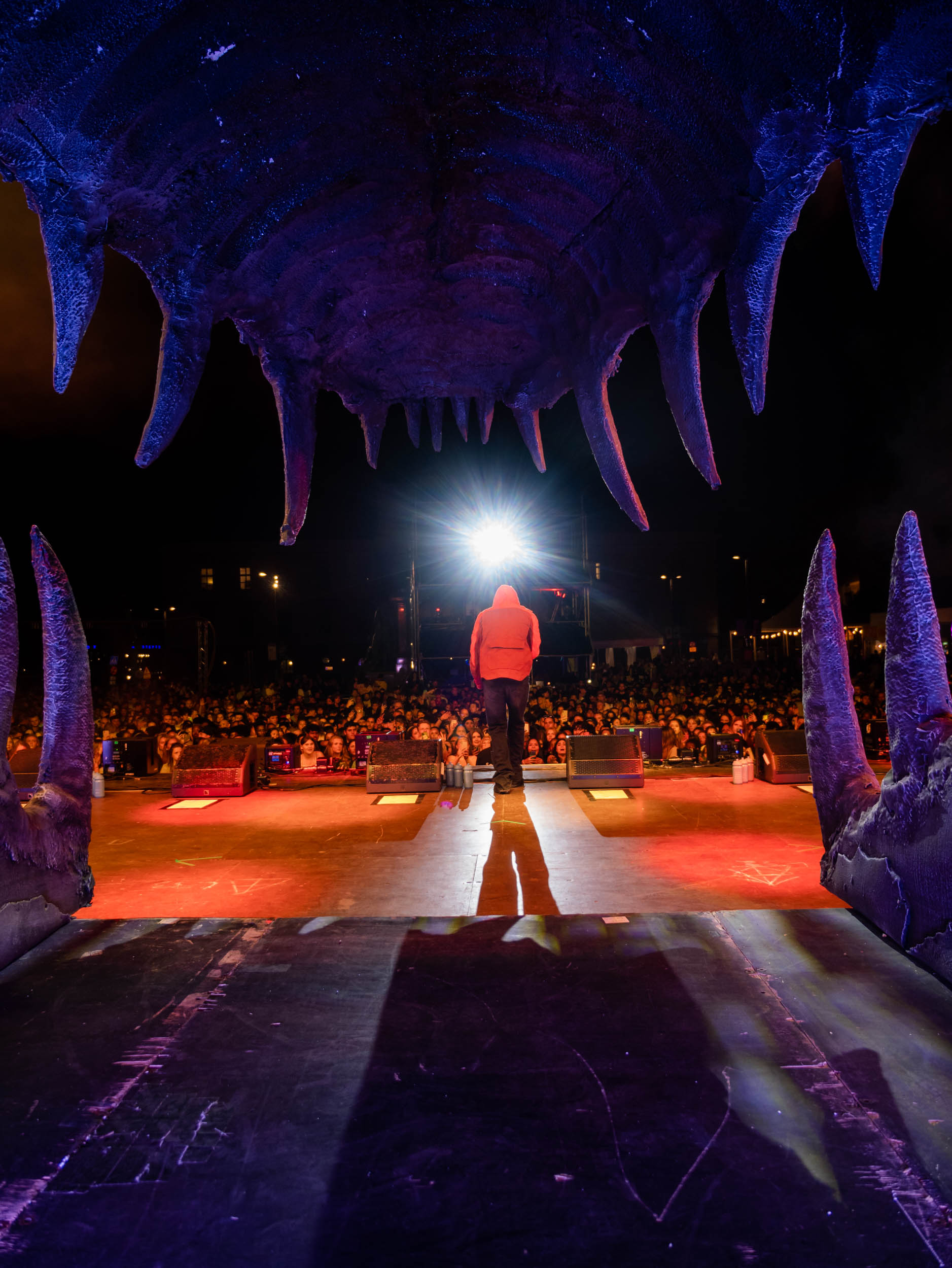
Jireel uppträder under festivalen 2023.